# Vlag van Apulië

Vlag van Apulië

De vlag van Apulië werd officieel aangenomen op 10 augustus 2001. De vlag bestaat uit een wit veld met twee verticale banen in de kleuren groen (links) en rood, zoals deze ook in de Italiaanse vlag voorkomen. Tussen deze twee banen staat het wapen van Apulië, waarin een olijfboom centraal staat. Dit wapen staat onder een kroon.
De groene en rode strepen is een verwijzing naar de nationale vlag van Italië. Het schild, met daarop de kroon van Frederik II, bestaat uit:
- Zes bezanten (munten) bovenaan, die de zes provincies van Apulië vertegenwoordigen; voor de oprichting van de provincie Barletta-Andria-Trani in 2009 waren er slechts vijf bezanten.
- Een achthoek die het Castel del Monte voorstelt, gebouwd door Frederik II.
- Een olijfboom, een symbool van vrede en broederschap en een gemeenschappelijk kenmerk van het Apulische platteland.